# Auburn (Kentucky)
Auburn is een plaats (city) in de Amerikaanse staat Kentucky, en valt bestuurlijk gezien onder Logan County.

## Demografie
Bij de volkstelling in 2000 werd het aantal inwoners vastgesteld op 1444.
In 2006 is het aantal inwoners door het United States Census Bureau geschat op 1502, een stijging van 58 (4,0%).

## Geografie
Volgens het United States Census Bureau beslaat de plaats een oppervlakte van
4,6 km², geheel bestaande uit land. Auburn ligt op ongeveer 195 m boven zeeniveau.

## Plaatsen in de nabije omgeving
De onderstaande figuur toont nabijgelegen plaatsen in een straal van 28 km rond Auburn.